# 悲慘蛋糕
悲慘蛋糕（法語：Misérable）是一種來自比利时的傳統海綿蛋糕，其糕體含有杏仁。該蛋糕中由一種牛油忌廉填充，該牛油忌廉由打發的蛋黃混合糖漿煮成的布甸製成。

## 歷史
此蛋糕名字源於法国小说《悲惨世界》。1920年代，皮埃爾·蓋倫斯（Pierre Gaelens）在布鲁塞尔從一對瑞士兄弟經營的糕點店學會該甜品。1932年，他在比利时西佛兰德省克诺克科斯特蘭街（Kustlaan）開店售賣此蛋糕。